# Соцгородок (Єврейська автономна область)
Соцгородок (рос. Соцгородок) — село у Смідовицькому районі Єврейської автономної області Російської Федерації.
Входить до складу муніципального утворення Волочаєвське міське поселення. Населення становить 174 особи (2018).

## Історія
Згідно із законом від 26 листопада 2003 року органом місцевого самоврядування є Волочаєвське міське поселення.

## Населення
| 2002 | 2010 | 2011 | 2012 | 2013 | 2014 | 2015 |
| ---- | ---- | ---- | ---- | ---- | ---- | ---- |
| 244  | ↘180 | ↘179 | ↘174 | ↗183 | →183 | ↘181 |
| 2016 | 2017 | 2018 |      |      |      |      |
| ↗182 | ↗189 | ↘174 |      |      |      |      |